# 一戸 (小惑星)
一戸（いちのへ、5532 Ichinohe）は小惑星帯に位置する小惑星。
1932年、ドイツの天文学者カール・ラインムートがハイデルベルク天文台で発見した。

## 命名
青森県西津軽郡越水村（現・つがる市）出身の天文学者・科学ジャーナリストの一戸直蔵（1872年 - 1920年）から命名された。一戸は日本で最初の変光星の研究者であると共に、科学雑誌『現代之科学』を創刊して日本における科学ジャーナリズムの先駆けとなった人物である。
命名は、M. Hara と S. Sakuma の発案に従い、この小惑星の軌道の再計算を行った中野主一によって提案された。